# Шмакова, Светлана
Светлана Шмакова (англ. Svetlana Chmakova, род. 7 октября 1979) — канадский художник-комиксист российского происхождения. Наиболее известна как автор оригинальной англоязычной манги «Драмакон». Дважды номинировалась на премию Айснера.

## Биография
Родилась 7 октября 1979 года в России.
Эмигрировала в Канаду в возрасте 16 лет. В 2002 году закончила Шеридан-колледж. По данным её сайта, она замужем и у неё есть ребенок.

## Карьера
«Драмакон» — дебютный комикс Шмаковой, рассказывающий историю Кристи, начинающей писательницы-подростка. Она посещает аниме-фестиваль вместе со своим бойфрендом-художником Дереком, но вскоре она знакомится с Мэттом, загадочным косплеером в солнцезащитных очках.
24 февраля 2007 года на фестивале New York Comic Con издательство Yen Press объявило, что издаст новую оригинальную мангу Шмаковой — «Ночная школа: Книги вирнов». На том же фестивале 10 октября 2014 года издательство анонсировало выпуск ещё одного нового оригинального комикса Шмаковой, «Правила выживания в школе».

## Критика
Журнал The Atlanta Journal-Constitution описал «Драмакон» как «удивительно правдивую (а иногда и душераздирающую) эмоциональную драму и юмор… Создательница Светлана Шмакова не экономит на развитии персонажей и развитии сюжета. превосходя даже многие из её японских вдохновений своим ясным повествованием и отточенной техникой».
Комиксы «Драмакон» и «Правила выживания в школе» номинировались на премию Айснера.

### Русскоязычные издания
- Светлана Шмакова. Драмакон. — Екатеринбург: Фабрика комиксов, 2010. — Т. 1-3. — ISBN 978-5-7525-1864-5. — ISBN 978-5-7525-2544-5. — ISBN 978-5-7525-2545-2.
- Светлана Шмакова. Ночная школа: Книги вирнов. — М.: Эксмо, 2011. — Т. 1-2. — ISBN 978-5-699-48615-1. — ISBN 978-5-699-53374-9.
- Светлана Шмакова. Правила выживания в школе / Перевод с английского М. Скаф. — М.: Манн, Иванов и Фербер, 2019. — 224 с. — ISBN 978-5-001-46731-1.
- Светлана Шмакова. Правила выживания в школе. Тактика троглодита / Перевод с английского Д. Берёзко. — М.: Манн, Иванов и Фербер, 2020. — 248 с. — ISBN 978-5-00169-108-2.
- Светлана Шмакова. Правила выживания в школе. Первая любовь / Перевод с английского Д. Берёзко. — М.: Манн, Иванов и Фербер, 2021. — 240 с. — ISBN 978-5-00169-386-4.